# Grigori Butmí
Grigori Butmí (Grigóri Vasílievich Butmi-de-Katsman, 1856-después de 1917) era un oficial en activo y un escritor cristiano ruso conocido por sus opiniones antimasónicas.

## Biografía
Es uno de los ideólogos de "La Unión del pueblo ruso" (una organización antisemítica), colaborador de un periódico nacionalista "La bandera rusa" (1906), en 1912-1913 es uno de jefes de "La unión rusa popular el arcángel San Miguel" (una organización ultranacionalista y monárquica). 
Es uno de los autores de Los protocolos de los sabios de Sion. La autenticidad del libro es motivo de controversia. Tradujo el libro en varias lenguas.

## Teorías
Acusó a la masonería de ser infiltrada por judíos cábalistas deseando apoderarse la sociedad.